# Anaectocalyx manarae
Anaectocalyx manarae är en tvåhjärtbladig växtart som beskrevs av John Julius Wurdack. Anaectocalyx manarae ingår i släktet Anaectocalyx och familjen Melastomataceae. Inga underarter finns listade i Catalogue of Life.